# Matriz activa
 La tecnología de Matriz activa  es un tipo de esquema de direccionamiento utilizado en ciertos tipos de pantalla plana. En este método de conmutación de elementos individuales (píxels), cada píxel está unido a un transistor y un condensador  que mantienen activamente el estado de píxel, mientras se están leyendo otros píxeles, en contraste con la tecnología más antigua de matriz pasiva  en la que cada píxel debe mantener su estado pasivamente, sin ser activado por la circuitería.
Esta tecnología se utiliza también para leer la información de los fotodíodos en un sensor de imagen como por ejemplo en el sensor BSI.

## Descripción
Dada una matriz m × n, el número de conectores necesarios para hacer frente a la pantalla es   m + n  (igual que en  la tecnología de matriz pasiva). Cada píxel está unido a un dispositivo conmutador, que  activamente  mantiene el estado de un píxel, mientras se están leyendo los otros píxeles, con prevención de diafonía para no cambiar inadvertidamente el estado de un píxel no direccionado. Los dispositivos de conmutación más comunes utilizan TFT, es decir, un  FET basado en cualquiera de las tecnologías baratas o película delgada de silicio  no cristalina (a-Si), o de silicio policristalino  (poli-Si), o de material semiconductor CdSe (seleniuro de cadmio).

## Historia
La tecnología de matriz activa fue inventada por Bernard J. Lechner de RCA y la primera demostración práctica en un dispositivo viable usando la tecnología thin-film transistor (TFT) la llevó a cabo T. Peter Brody y su departamento de Dispositivos Thin-Film en la Westinghouse Electric Corporation en 1974, y el término fue acuñado e introducido en la literatura en 1975.
El Macintosh Portable (1989) fue quizás el primer portátil de consumo en emplear un panel de matriz activa. Hoy en día, prácticamente todos los televisores, monitores de ordenador y pantallas de teléfonos inteligentes que utilizan tecnología LCD o OLED emplean la tecnología de matriz activa.